# Jaguari
Jaguari är en kommun i Brasilien.   Den ligger i delstaten Rio Grande do Sul, i den södra delen av landet, 1 700 km söder om huvudstaden Brasília. Antalet invånare är 11 478.
Trakten runt Jaguari består i huvudsak av gräsmarker. Runt Jaguari är det glesbefolkat, med 8 invånare per kvadratkilometer.